# 헬싱키 예술대학교
헬싱키 예술대학교(핀란드어: Taideyliopisto Konstuniversitetet)는 핀란드 헬싱키의 공립 예술 대학이다. QS 세계 대학 랭킹 연극 분야에서 세계 25위를 달리고 있다.

## 캠퍼스
헬싱키 예술대학교의 캠퍼스는 주로 헬싱키에 있지만 Kuopio(교회 음악과)와 Seinäjoki 대학 컨소시엄(대중 및 민속 음악과)의 Seinäjoki에서도 활동하고 있다. 이 대학은 이전에 독립 대학이었던 3개의 아카데미로 구성되어 있다: 헬싱키 예술 대학의 미술 아카데미(2013년까지 핀란드 미술 아카데미), 헬싱키 예술 대학의 시벨리우스 아카데미(2013년까지 시벨리우스 아카데미) 및 헬싱키 예술대학교 연극 아카데미(2013년 헬싱키 연극 아카데미까지).

## 조직
총 학생 수는 1946명(2019년 기준)이다. 대학에 따르면 합병의 목표는 대학 부문의 예술 분야 내에서 국내 및 국제적 규모의 교육, 연구 및 예술 활동을 강화하는 것이다. 또 다른 목표는 예술을 통해 사회에 영향을 미칠 더 많은 기회를 제공하는 것이다. 총장은 Kaarlo Hildén이다. Lauri Väkevä와 Jaana Erkkilä-Hill은 부총장이며 Heikki Lehtonen은 대학 이사회 의장이다.